# Tetrarodio dodecacarbonile
Il tetrarodio dodecacarbonile o dodecacarboniltetrarodio è il  composto chimico cluster con formula Rh4(CO)12. È il più semplice carbonile binario stabile del rodio. Disponibile in commercio, è un solido rosso usato come materiale di partenza per ottenere altri composti carbonilici di rodio e come precursore di catalizzatori usati in sintesi organica.

## Struttura
Tutti e tre i metalli cobalto, rodio e iridio (gruppo 9) formano composti con stechiometria M4(CO)12. La struttura dei due cluster di cobalto e rodio, Co4(CO)12 e Rh4(CO)12 è simile: sono basati su un tetraedro di atomi di metallo e contengono tre CO legati a ponte, mentre i restanti sono terminali. Per questo motivo la formula viene a volte scritta come M4(CO)9(μ-CO)3. La simmetria risulta C3v. Il composto di iridio Ir4(CO)12 è anch'esso basato su un tetraedro di atomi del metallo, ma i leganti CO sono tutti terminali e la simmetria è Td. La presenza di un tetraedro M4 fa sì che questi composti siano considerati tetraedrani.

## Sintesi
Il composto fu sintetizzato per la prima volta nel 1943 da Walter Hieber e H. Lagally riducendo il  tricloruro di rodio anidro con CO sotto pressione (200 atm) a 50-80 ºC in presenza di un accettore di ioni cloruro (Cu, Ag, Zn, Cd).
Rh4(CO)12 può essere ottenuto anche a pressione atmosferica in ambiente acquoso trattando tricloruro di rodio idrato con CO e rame attivato:
{\displaystyle {\ce {4RhCl3*3H2O + 8Cu + 22CO -> Rh4(CO)12 + 2CO2 + 8Cu(CO)Cl + 4HCl + 10H2O}}}
Alternativamente si può trattare tricloruro di rodio idrato in metanolo con CO per ottenere H[RhCl2(CO)2], che viene poi carbonilato in presenza di citrato di sodio. Sono note anche altre procedure.

## Reattività
Rh4(CO)12 è un composto stabile allo stato solido, anche alla presenza di aria. È solubile in pentano, n-eptano, toluene e tetraidrofurano.
In metanolo sotto atmosfera inerte Rh4(CO)12 si trasforma lentamente in Rh6(CO)16. In atmosfera di CO la reazione è impedita, indicando la presenza dell'equilibrio seguente. La formazione di Rh6(CO)16 è favorita anche da un aumento di temperatura (80-230 ºC).
{\displaystyle {\ce {3Rh4(CO)12 <=> 2Rh6(CO)16 + 4CO}}}
Esiste un equilibrio anche tra Rh4(CO)12 e Rh2(CO)8; quest'ultimo è tuttavia poco stabile ed è stato osservato solo nell'intervallo di temperatura tra -15,2 e 19,5 ºC, sotto pressione di CO (198 atm). Il corrispondente Co2(CO)8 è invece una specie stabile.
{\displaystyle {\ce {2Rh2(CO)8 <=> Rh4(CO)12 + 4CO}}}
Rh4(CO)12 e Rh6(CO)16 reagiscono con trifenilfosfina in eccesso dando prodotti di sostituzione come Rh4(CO)10(PPh3)2 e Rh2(CO)4(PPh3)4. In presenza di CO e reattivi alcalini si formano anioni tipo [Rh6(CO)14]4− e [Rh7(CO)16]3−.